# Liam Mour
Liam Mour (* 9. Dezember 1990 in Kirgisistan) ist ein deutscher Musikproduzent und Filmkomponist.

## Leben
Liam Mour, aufgewachsen in der zentralasiatischen Gebirgskette Tian Shan, absolvierte 2010 das Abitur auf dem Gymnasium Leopoldinum in Detmold. Er studierte an der Universität der Künste in Berlin und schloss dort mit dem Bachelor of Arts ab. Nach seinem Studium arbeitete Mour als Musikproduzent und Filmkomponist in seinem Tonstudio im Funkhaus Berlin.

## Karriere
2017 ging Liam Mour als Vorgruppe von Gold Panda auf Deutschland Tour und begleitete 2018 den deutschen Komponisten Nils Frahm, als Teil der Crew, auf seiner USA/Europa-Tournee. Mour spielte Konzerte als Vorgruppe von Four Tet und Max Cooper und ging 2022/23 auf Europa-Tournee mit dem englischen Musiker SOHN.
2022 komponierte er die Filmmusik und den Soundtrack für die deutsche Serie Boom Boom Bruno, für die er 2024 für den Deutschen Fernsehpreis nominiert wurde.
Liam Mour arbeitet derzeit an der Filmmusik für den deutschen Netflix-Film Fall for Me, welcher 2025 erscheinen soll.

## Auszeichnungen und Nominierungen
- 2020: Goldene Schallplatte Deutschland – 1000 Hits, Cro, Jamule
- 2020: Goldene Schallplatte Österreich – 1000 Hits, Cro, Jamule
- 2020: Goldene Schallplatte Schweiz – 1000 Hits, Cro, Jamule
- 2024: Deutscher Fernsehpreis – Nominierung beste Musik Fiktion für Boom Boom Bruno[9]

## Filmographie (Auswahl)
- 2021: Krass Klassenfahrt – Der Kinofilm, Regie: Felix Charin, Leonine
- 2023: Dreaming of a Better Place, Regie: Cameron Thuman
- 2023: Get Up, Regie: Lea Becker, Constantin Film
- 2023: Boom Boom Bruno, Regie: Maurice Hübner, Warner-TV Serie
- 2024: Suspended in Space, Regie: Cameron Thuman